# Ceignes
Ceignes ist eine französische Gemeinde mit 263 Einwohnern (Stand 1. Januar 2022) im Département Ain in der Region Auvergne-Rhône-Alpes. Sie ist dem Kanton Pont-d’Ain und dem Arrondissement Nantua zugeteilt.

## Geographie
Ceignes liegt auf 630 m, etwa 19 Kilometer südwestlich der Stadt Oyonnax (Luftlinie) im südlichen französischen Jura-Gebirge. Die Fläche des 10,01 km²  großen Gemeindegebiets erstreckt sich im nördlichen Bugey auf einem Hochplateau, das von der Antiklinalen zwischen dem Ain-Tal und der Combe du Val gebildet wird. Am östlichen Rand der Gemeinde beginnt ein zur Combe du Val hin offener Geländeeinschnitt. Zusammen mit den Ausläufern der Talmulde von Cerdon am Südwestrand der Gemeinde bildet er einen Pass, den Col de Ceignes. Trotz einer leichten Reliefstruktur weist das Gemeindegebiet keine oberirdischen Fließgewässer auf, weil das Niederschlagswasser sofort im porösen kalkhaltigen Untergrund versickert.
Die Gemeinde besteht aus zwei räumlich getrennten Bauerndörfern, Ceignes sowie das etwas höher gelegene Étables (704 m) am Westrand der Verebnungsfläche. Nachbargemeinden von Ceignes sind Peyriat im Norden, Maillat im Osten, Labalme im Süden sowie  Saint-Alban, Challes-la-Montagne und Leyssard im Westen.

## Geschichte
Erstmals urkundlich erwähnt wurde Ceygnes im Jahr 1299 unter dem Namen Cyennies. Der Ort gehörte ursprünglich als Weiler zur Pfarrei Étables, das 1225 erstmals als De Stabulis und wenige Jahrzehnte später auch als Estables urkundlich erwähnt wurde.
Vom 13. Jahrhundert bis 1402 gehörte Étables zur Herrschaft der Thoire-Villars, danach kam es unter die Oberhoheit der Grafen von Savoyen. Mit dem Vertrag von Lyon gelangte Ceignes im Jahr 1601 an Frankreich.
Nachdem im Jahr 1809 die Pfarrei von Étables in das mit der Zeit stärker gewachsene Ceignes verlegt worden war, übernahm letzteres 1879 schließlich die Funktion als Hauptort.

## Bevölkerung
| Jahr                       | 1962 | 1968 | 1975 | 1982 | 1990 | 1999 | 2011 | 2020 |
| Einwohner                  | 131  | 124  | 114  | 136  | 160  | 230  | 261  | 259  |
| Quellen: Cassini und INSEE |      |      |      |      |      |      |      |      |

Mit 263 Einwohnern (Stand 1. Januar 2022) gehört Ceignes zu den kleinen Gemeinden des Départements Ain. Nachdem die Einwohnerzahl in der ersten Hälfte des 20. Jahrhunderts abgenommen hatte (1891 wurden noch 267 Personen gezählt), wurde seit Beginn der 1990er Jahre wieder eine Bevölkerungszunahme verzeichnet. Die Ortsbewohner von Ceignes heißen auf Französisch Ceigneurs bzw. Ceigneuses.

## Sehenswürdigkeiten
Die Kirche Saint-Laurent in Étables wurde im 12. Jahrhundert im romanischen Stil erbaut und dann im 15. Jahrhundert gotisch umgestaltet. Sie ist seit 1943 als monument historique eingetragen und befindet sich am höchsten Punkt von Étables.
Der während der Revolution zerstörte Glockenturm wurde Anfang des 19. Jahrhunderts wiederaufgebaut.
Die im neugotischen Stil erbaute Kirche Sainte-Catherine in Ceignes ersetzte Ende des 19. Jahrhunderts einen kleineren Vorgängerbau.

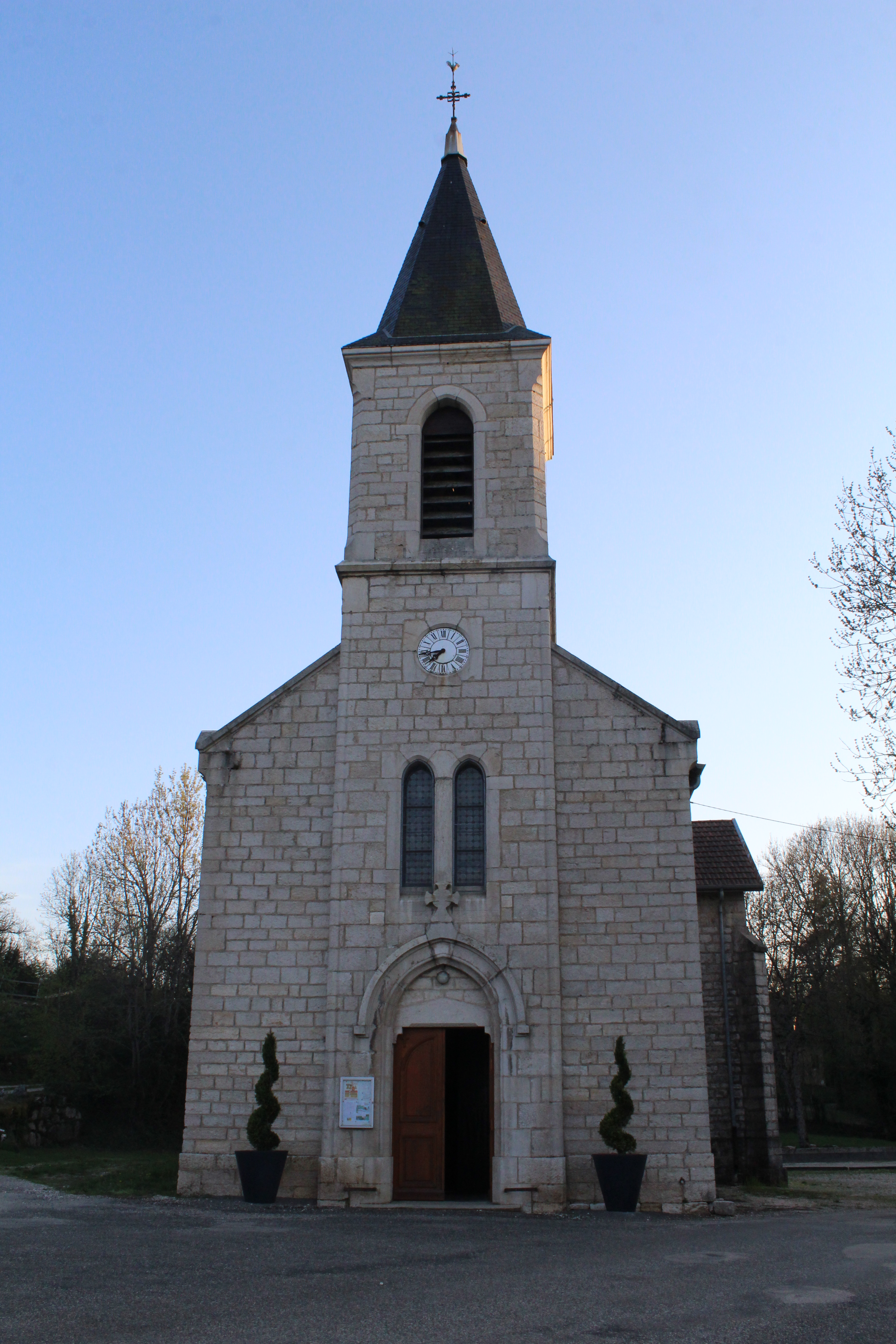
Kirche Sainte-Catherine
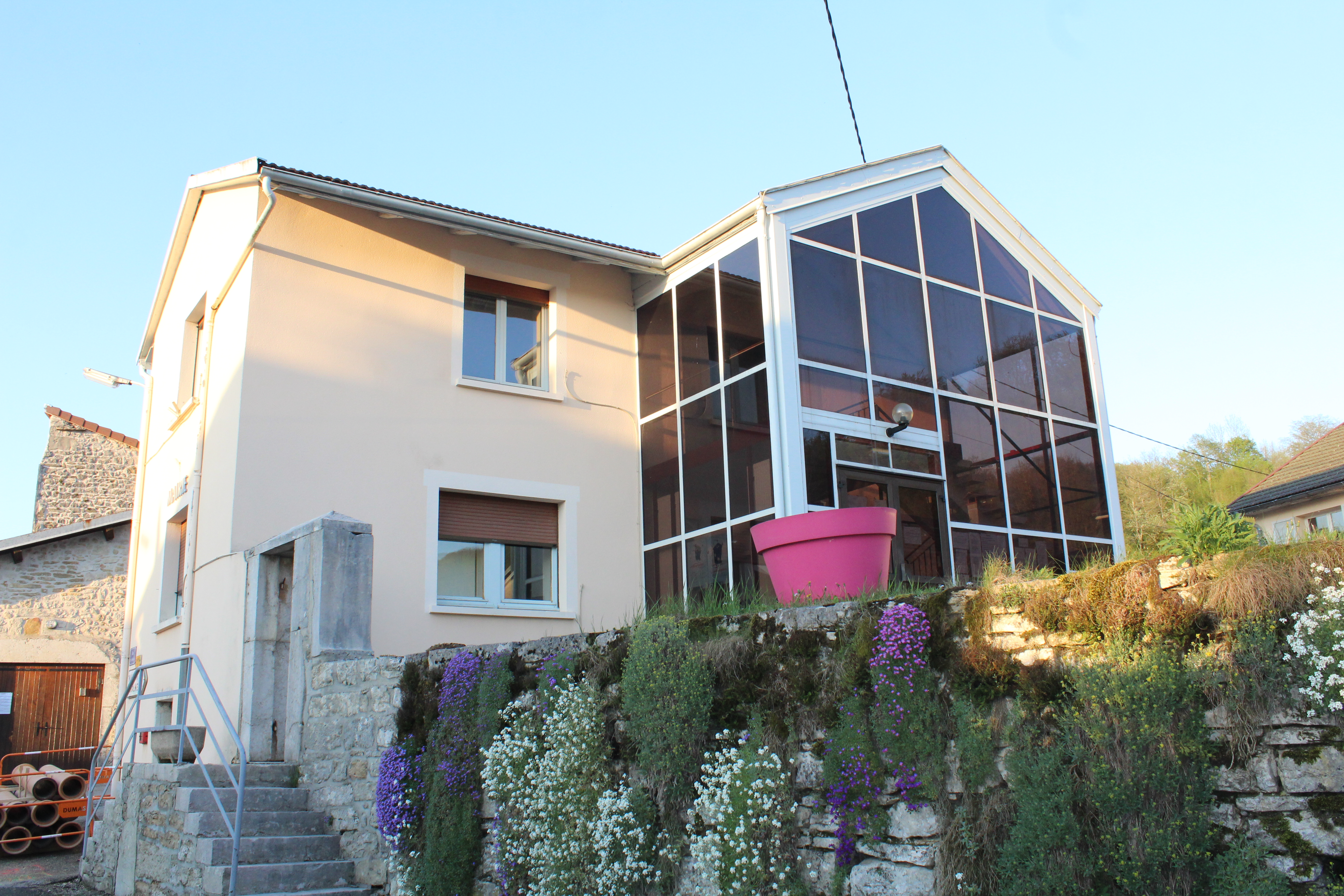
Mairie (Rathaus)
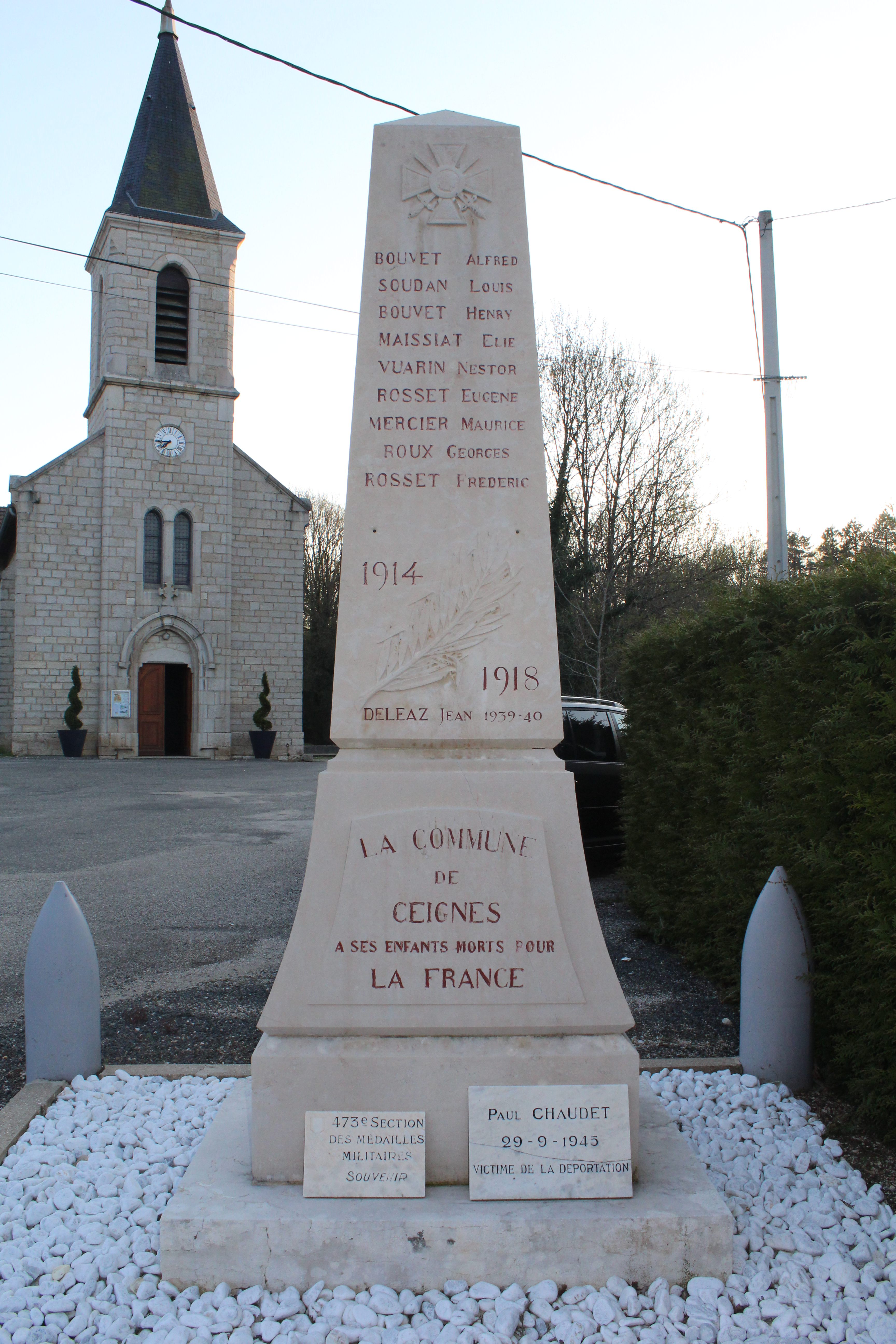
Gefallenendenkmal

## Wirtschaft und Infrastruktur
Ceignes war bis weit ins 20. Jahrhundert hinein ein vorwiegend durch die Landwirtschaft, insbesondere Milchwirtschaft und Viehzucht, sowie die Forstwirtschaft geprägtes Dorf. Mittlerweile hat sich das Dorf auch zu einer Wohngemeinde gewandelt, die meisten Erwerbstätigen sind Wegpendler, die in den größeren Ortschaften der Umgebung ihrer Arbeit nachgehen. Arbeitsplätze im Ort sind vor allem durch die Autobahnraststätte (Aire de Ceignes) entstanden.
Die Ortschaft liegt an der Departementsstraße D1084, die von Nantua nach Pont-d’Ain führt. Weitere Straßenverbindungen bestehen mit Peyriat und Leyssard. Die Autobahn A40 durchschneidet das Gemeindegebiet ebenfalls durch den Col de Ceignes (646 m), der nächste Anschluss befindet sich in einer Entfernung von rund fünf Kilometern in der Nachbargemeinde Maillat. Eine Straßenbahnverbindung mit Halt in Ceignes bestand von 1911 bis 1951 als Teil der Tramways de l’Ain, deren Strecke Nantua–Ambérieu-en-Bugey über die heutige D1084 führte.